# Rakov Potok
Rakov Potok – wieś w Chorwacji, w żupanii zagrzebskiej, w mieście Samobor. W 2011 roku liczyła 1134 mieszkańców.